# الغواصة الألمانية يو-716
غواصة يو-716 غواصة يو بوت ألمانية من غواصة الفئة السابعة سي بنيت لسلاح بحرية ألمانيا النازية كريغسمارينه، في أحواض سي. ستولكن سون خلال الحرب العالمية الثانية.